# غار وی یا
غار وی یا مربوط به سدهٔ ۳ و ۴ ه‍.ق است و در شهرستان طالقان، روستای ورکش واقع شده و این اثر در تاریخ ۱۲ بهمن ۱۳۸۱ با شمارهٔ ثبت ۷۰۸۴ به‌عنوان یکی از آثار ملی ایران به ثبت رسیده‌است.